# Grabhügel der Myrte
Der Grabhügel der Myrte ist ein Grabhügel des Kerameikos, des bedeutendsten und größten antiken Friedhofs von Athen.

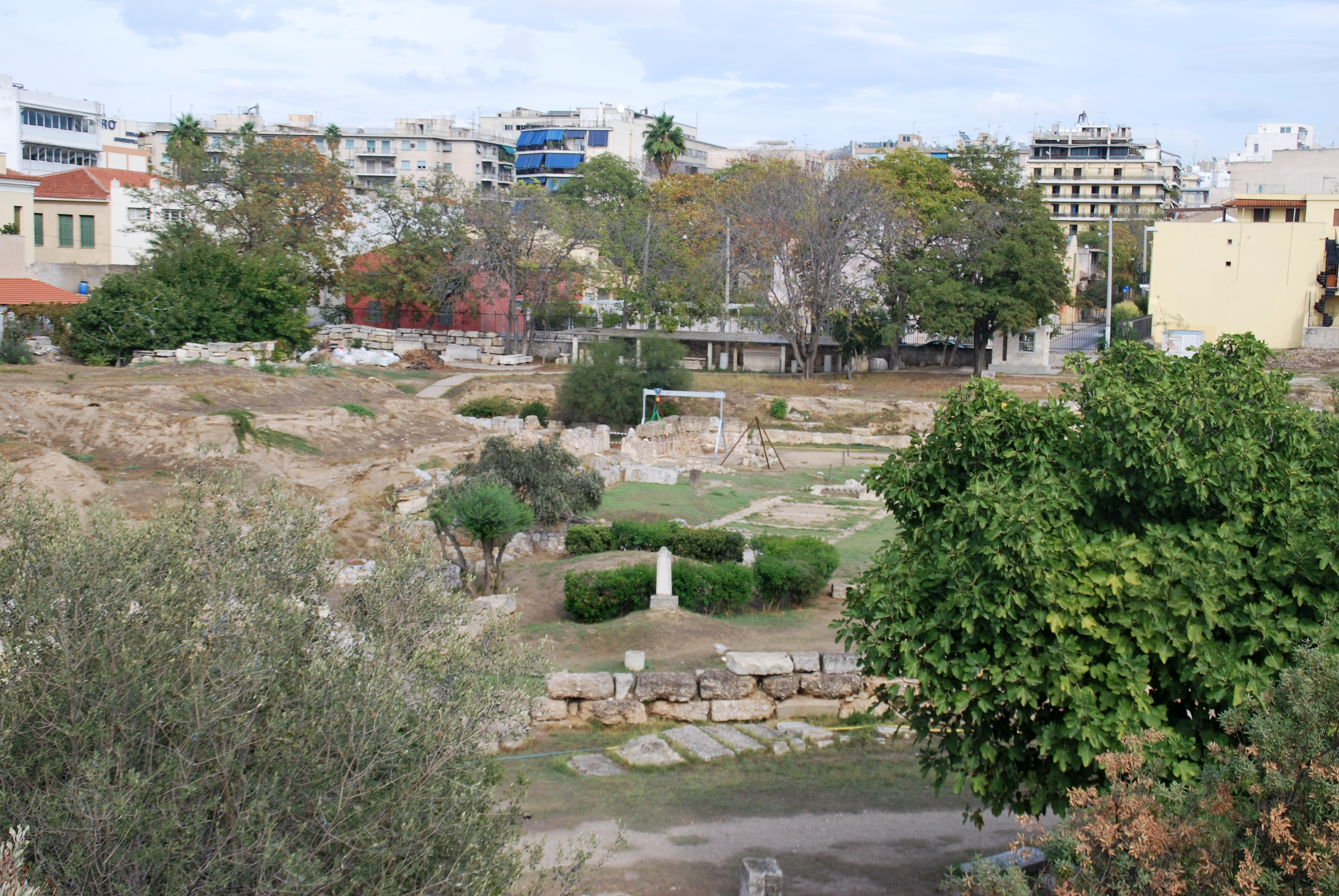
Hinter der Kanalmauer des Eridanos der kleine Grabhügel der Myrte (Bildmitte) mit der Kopie der Grabstele, dahinter der etwas größere Grabhügel westlich des Rundbaus

Der Grabhügel der Myrte gehört zu den vor der Stadtmauer der antiken Stadt gelegenen Grabhügeln. Der vergleichsweise kleine Grabhügel befindet sich unmittelbar westlich des Rundbaus am Eridanos, östlich befindet sich der Grabbezirk des Kleomedes. Nördlich überschneidet er sich zum Teil mit dem Grabhügel westlich des Rundbaus. Der Hügel wurde bei Befestigungsarbeiten am Kanalbett des direkt südlich gelegenen Eridanos im Jahr 394 v. Chr. oder kurz danach errichtet.
Auf dem Hügel wurde noch am originalen Standort eine Säulenbasis gefunden, die zugehörige Stele der Myrte lag direkt südlich des Hügels im Bett des Eridanos. Der Name der Myrte ist oben auf der Giebelstele ohne weitere Zusätze als Inschrift zu lesen, eine weitere Inschrift weiter unten auf der Säule nennt Pythogeneia, des Antidoros aus dem Demos Plotheia. Wie häufig ist die genaue verwandtschaftliche Beziehung aus der Inschrift nicht zu erkennen, sehr wahrscheinlich war Pythogeneia die Frau oder die Tochter des Antidoros. Ursula Knigge vermutete, dass Pythogeneia Mutter der Myrte war. Stilistisch wird die Stele um das Jahr 400 v. Chr. datiert, was zur Datierung des Hügels passt. Unter dem Grabhügel wurden ein Sarkophag und eine Larnax gefunden. Zu den gefundenen Grabbeigaben gehörten bauchige Palmettenlekythen sowie eine tönernes Alabastron mit einem weißgrundigen Überzug.
Der Grabhügel wurde 1932 während der von Karl Kübler geleiteten Ausgrabungen der Abteilung Athen des Deutschen Archäologischen Instituts entdeckt. Endgültig untersucht wurde der Hügel während der Grabungen zwischen 1974 und 1977 unter Ursula Knigge. Heute findet sich eine Kopie der Stele im Gelände des Archäologischen Parks, die originale Statue befindet sich im Kerameikos-Museum.